# Кіржеманське сільське поселення (Атяшевський район)
Кіржема́нське сільське поселення (рос. Киржеманское сельское поселение) — муніципальне утворення у складі Атяшевського району Мордовії, Росія. Адміністративний центр — село Кіржемани.

## Історія
Станом на 2002 рік існували Вечерлейська сільська рада (села Ахматово, Вечерлей, Дади, присілок Пічинейка), Кіржеманська сільська рада (села Кіржемани, Челпаново, селище Пенькозавод) та Лобаскинська сільська рада (села Лобаски, Тазнеєво, селище Гаваєво).
24 квітня 2019 року було ліквідовано Вечерлейське сільське поселення та Лобаскинське сільське поселення, їхні території увійшли до складу Кіржеманського сільського поселення.

## Населення
Населення — 1720 осіб (2019, 2400 у 2010, 2935 у 2002).

## Склад
До складу поселення входять такі населені пункти:
| Населений пункт     | Населення, осіб (2002) | Населення, осіб (2010) |
| ------------------- | ---------------------- | ---------------------- |
| Ахматово, село      | 245                    | 196                    |
| Вечерлей, село      | 454                    | 404                    |
| Гаваєво, селище     | 14                     | 3                      |
| Дади, село          | 22                     | 16                     |
| Кіржемани, село     | 693                    | 625                    |
| Лобаски, село       | 734                    | 566                    |
| Пенькозавод, селище | 115                    | 105                    |
| Пічинейка, присілок | 22                     | 19                     |
| Тазнеєво, село      | 204                    | 127                    |
| Челпаново, село     | 432                    | 339                    |